# المحرث (دويرة)
المَحرَث Almaraz de Duero هي بلدية تقع في مقاطعة سمورة ، قشتالة وليون في إسبانيا. وفقًا لتعداد عام 2007 (INE) ، يبلغ عدد سكان البلدية 435 نسمة.